# Elizabeth Key Grinstead
Elizabeth Key Grinstead (Warvick, 1630 – 1665) fu la prima schiava con antenati africani a ottenere la libertà nel Nordamerica in epoca coloniale, chiedendo di fronte alla legge di liberarla per via del suo padre inglese.
Key riuscì a far valere la sua richiesta per sé e per suo figlio, John Grinstead, il 21 luglio 1656 nella colonia della Virginia. Le motivazioni che le valsero la libertà furono, oltre alla linea paterna inglese, anche il fatto che fosse stata battezzata. In base alle leggi esistenti in quel momento la sua domanda fu accolta. In conseguenza di questa decisione e di altre richieste dello stesso tenore, nel 1662 fu ratificata la legge chiamata Partus sequitur ventrem, che stabiliva l'ereditarietà dello status di schiavo a qualunque figlio di una donna posta in schiavitù, a prescindere da chi fosse il padre.

## Biografia
Key nasce nel 1630 nella Contea di Warvick, in Virginia, da madre schiava e da Thomas Key, coltivatore inglese membro della House of Burgesses della Virginia. La moglie di Key viveva al di là del fiume James, nella Contea di Isle of Wight, dove aveva guadagnato considerevoli fortune. Nati in Inghilterra, i Key erano considerati i primi pionieri delle coltivazioni in quella che sarebbe diventata nel 1616 la colonia della Virginia, dove sopravvissero al massacro indiano del 1622.
Nel caso civile dove Key veniva chiamato in causa riguardo alla nascita di Elizabeth, la corte si pronunciò a favore della madre, costringendolo a riconoscere il figlio illegittimo che aveva inizialmente ripudiato. La decisione della corte implicava che Key avrebbe dovuto provvedere al suo mantenimento e la sua formazione. Key cercò di difendersi scaricando le colpe a un non meglio identificato turco, ma la corte non prese in considerazione questa eventualità poiché priva di testimonianze. Key si prese allora cura di Elizabeth, facendola battezzare. Poco tempo prima della sua morte Key diede in custodia Elizabeth a un coltivatore benestante, Humphrey Higginson, per nove anni. Higginson avrebbe dovuto essere il suo guardiano finché non avesse compiuto 15 anni, età in cui solitamente una ragazza si sposava o iniziava a lavorare.
In quel periodo sia africani che inglesi erano spesso sotto contratto come servitori in debito per un certo periodo di anni, solitamente per pagare il passaggio in nave nel nuovo mondo. Le colonie richiedevano che i figli illegittimi fossero presi come servitori in un periodo di apprendistato finché questi non avessero avuto l'età giusta per provvedere a se stessi. Era pratica comune quindi per un servitore ricevere la propria libertà da impegni una volta scaduto il mandato su di essi. I lavoratori in quel periodo lavorarono senza distinzioni razziali e con pari diritti, e molti si sposarono formando famiglie durante il periodo coloniale. Higginson invece non rispettò il patto, trasferendo il debito di Elizabeth a John Mottram, il primo colono della Contea di Northumberland. Nel 1640 Mottram portò con sé Elizabeth come servitrice nel nuovo insediamento.
Ci sono pochi dati riguardanti i successivi 15 anni. Nel 1650 Mottram pagò il passaggio a 20 giovani inglesi, che sarebbero diventati servitori in debito per ripagarlo delle spese sostenute, per un periodo di 6 anni. In quel periodo la Virginia, per incoraggiare lo sviluppo, concedeva 50 acri di terra per ogni nuovo colono che veniva trasferito in America. Del gruppo di nuovi servitori faceva parte il sedicenne William Grinstead, un giovane avvocato i cui genitori non sono noti. Per il valore del giovane servitore, Mottram lo mise al lavoro per curare gli interessi legali delle sue proprietà. Durante questo periodo Grinstead ed Elizabeth iniziarono una relazione, da cui ebbro un figlio di nome John. Durante il periodo in cui si era servitori, però, era fatto divieto di contrarre matrimonio, e il futuro di Elizabeth era incerto su quale corso legale avrebbe dovuto prendere.

### Richiesta di libertà
Dopo la morte di Mottram nel 1655, il supervisore della sua azienda classificò Elizabeth Key e suo figlio come negri, e sostanzialmente schiavi facenti parte del complesso di beni dell'azienda. Con l'aiuto di Grinstead, Elizabeth fece richiesta di libertà per sé e suo figlio, affermando di essere solo una servitrice in debito e non schiava proprietà dell'azienda, e il debito avrebbe dovuto essere considerato estinto poiché all'età di 25 anni Elizabeth aveva già servito Mottram per 15 anni. In base alle leggi esistenti all'epoca la cittadinanza era l'elemento più importante per determinare lo status di una persona nelle colonie inglesi o in Inghilterra, e i bambini nati da genitori inglesi acquisivano automaticamente la cittadinanza con i diritti che ne derivavano. Ciò che non era contemplato però nelle norme era il caso in cui uno dei genitori non fosse stato inglese, che rimaneva dunque a discrezione del giudice. Nel tentativo di stabilire se il padre di Elizabeth fosse o no un cittadino libero inglese la corte si avvalse delle testimonianze di chi aveva conosciuto Thomas Key.
Il colono Nicholas Jurnew testimoniò che aveva sentito voci secondo cui Elizabeth fosse la figlia di un turco, e se la corte avesse preso questa deposizione in considerazione sarebbe stato determinante per il caso, poiché i turchi non erano considerati cittadini aventi diritti civili nelle colonie inglesi o nell'Inghilterra stessa. La prova determinante arrivò da una ex servitrice di Mottrom, Elizabeth Newman, di 80 anni, che testimoniò in favore della Key. Simili testimonianze arrivarono da altre parti, portando alla Key elementi favorevoli per il suo riconoscimento come cittadina inglese. La corte si pronunciò quindi a favore della richiesta della Key, ma il complesso aziendale del defunto Mottram appellò la decisione, asserendo che lo status di "negro" della madre dava ad Elizabeth la posizione di schiava.
Sempre con l'aiuto di Grinstead, Elizabeth portò il caso all'Assemblea Generale della Virginia, che si occupò di investigare sulla faccenda. L'assemblea rimandò alla corte la decisione per istituire un nuovo processo, dove il verdetto fu identico in favore della libertà di Elizabeth. La corte stabilì che la figlia di un inglese, pur con l'altro genitore nero, avrebbe acquisito la cittadinanza, e nella decisione influì anche il fatto che la Key fosse una cristiana praticante, e come in casi analoghi i cristiani non avrebbero dovuto essere assoggettati come servitori a vita. La corte inoltre dispose che l'azienda di Mottram risarcisse la Key per gli anni eccedenti il periodo stabilito nella quale aveva prestato il suo servizio: tale risarcimento consistette in mais e vestiario.
Ottenuta la libertà, Elizabeth e Grinstead non poterono sposarsi però finché questi non avesse finito il suo periodo di servitore in debito presso l'azienda del defunto Mottram, nel 1656. Fu uno dei pochi matrimoni registrati nel XVII secolo tra un uomo inglese e una donna di origini africane. La coppia ebbe due figli, e Grinstead morì nel 1661.

### Conseguenze
In seguito al caso di Elizabeth nel dicembre del 1662 la Virginia House of Burgesses varò una legge che chiariva la controversia sulla cittadinanza dei bambini con un genitore africano. La legge stabilì che i bambini di donne nere avrebbero ereditato lo status della madre, libera o schiava, con il principio del partus sequitur ventrem. La legge andava contro il principio della tradizione legale inglese, dove il bambino ereditava lo status del padre o della madre. Gli storici sono concordi nel ritenere la legge una misura economica avente lo scopo di garantire manodopera senza paga nella costruzione delle nuove colonie. Liberò inoltre i padri bianchi di bambini con madre africana dal dovere di adempiere agli obblighi legali derivanti dal riconoscimento della prole. Alcuni padri presero in carico i figli di razza mista acquisendoli come capitale sociale, altri semplicemente non se ne occuparono.
Le altre colonie inglesi, che a seguito della guerra d'indipendenza americana sarebbero diventate gli Stati Uniti d'America, si affrettarono a varare leggi simili, assicurandosi così la nascita di nuovi schiavi senza doverli acquistare in Africa. Negli anni le leggi che restringevano i diritti civili della popolazione afroamericana si fecero sempre più pesanti, impedendo di fatto qualunque tentativo di emancipazione dallo status di schiavitù. La situazione cambiò radicalmente solo nel 1865 a seguito della guerra di secessione americana e la ratifica del XIII emendamento della Costituzione degli Stati Uniti d'America, che poneva fine a oltre un secolo di schiavismo che aveva accresciuto la popolazione di neri in cattività fino a 4 milioni di individui.